# 585 до н. е.

## Події
- 28 травня - повне сонячне затемнення, що спостерігалося в Малій Азії, передбачене Фалесом із Мілета з використанням сароса.

## Померли
- 9 квітня — Імператор Дзімму, 1-й імператор Японії, синтоїстське божество, легендарний полководець і монарх.